# 哥倫比亞 (密西西比州)
哥倫比亞（英語：Columbia）是一個位於美國密西西比州馬里昂縣的城市。根據2010年美國人口普查，該地共人口6,582人，而該地的面積約為16.60平方千米。同時該地也是馬里昂縣的縣治。

## 地理
哥倫比亞的座標為31°15′24″N 89°49′44″W / 31.25667°N 89.82889°W，而該地的平均海拔高度為45米（即148英尺）。